# 莫帕 (奥布省)
莫帕（法語：Maupas，法語發音：[mopa]）是法国奥布省的一个市镇，位于该省中部偏南，属于特鲁瓦区和特鲁瓦香槟都会城市圈公共社区，其市镇面积为4.62平方公里，2022年1月1日时人口数量为99人。
莫帕是特鲁瓦香槟都会城市圈公共社区的组成部分，位于特鲁瓦市区以南大约21公里。

## 行政
莫帕的邮政编码为10320，INSEE市镇编码为10229。

## 地理
莫帕（48°8'7"N, 4°4'29"E）位于法国中北部偏东，大东部大区西南部和奥布省中南部。
与莫帕接壤的市镇包括：热尼、莫涅河畔隆日维尔、拉旺迪米尼奥、维利勒布瓦。
莫帕属于塞纳河流域，塞罗讷河发源于境内，南侧为森林，全境地势平坦。
按照柯本气候分类法，莫帕属于温带海洋性气候，全年温差较小，降水分布均匀。

## 历史
莫帕出现于中世纪中期，历史上长期为一普通村落，法国大革命后成为市镇。

## 交通
奥布省省道D1线和D86线在莫帕境内交汇。

## 政治
现任莫帕市长为热雷米·勒贝克先生（Jérémy Lebecq），他是一名右翼无党派人士。

## 人口
| 年份   | 1936 | 1946 | 1954 | 1962 | 1968 | 1975 | 1982 | 1990 | 1999 | 2006 | 2007 | 2012 | 2017 |
| ------ | ---- | ---- | ---- | ---- | ---- | ---- | ---- | ---- | ---- | ---- | ---- | ---- | ---- |
| 人口數 | 95   | 73   | 73   | 66   | 45   | 64   | 66   | 71   | 82   | 93   | 94   | 111  | 105  |